# Gianni De Magistris
Pour les articles homonymes, voir De Magistris.
Gianni De Magistris, né le 3 décembre 1950 à Florence, est un joueur et entraîneur de water-polo italien.
Il détient le record de participations aux Jeux olympiques pour un joueur de water-polo, à 5 reprises entre 1968 et 1984. Joueur du Rari Nantes Florentia, il remporte deux titres de champion d'Italie en 1976 et 1980 ainsi qu'une Coupe d'Italie en 1976.
Avec l'équipe d'Italie de water-polo masculin, il est vice-champion olympique aux Jeux olympiques d'été de 1976, champion du monde en 1978, et troisième du Mondial de 1975, du Championnat d'Europe de 1977 et de la Coupe du monde 1983.
Il entre à l'International Swimming Hall of Fame en 1995.
Il devient par la suite entraîneur de l'équipe masculine du Rari Nantes Florentia, puis de l'équipe féminine de la Fiorentina, remportant avec cette dernière le Championnat d'Italie, la Coupe des champions et la Supercoupe d'Europe.
Gianni De Magistris a aussi été nageur, et sacré champion d'Italie de 1 500 mètres nage libre en 1967.
Son frère Riccardo De Magistris est aussi un joueur de water-polo, ainsi que sa fille Mila De Magistris.

## Hommage
Le 7 mai 2015, en présence du président du Comité national olympique italien (CONI), Giovanni Malagò, a été inauguré  le Walk of Fame du sport italien dans le parc olympique du Foro Italico de Rome, le long de Viale delle Olimpiadi. 100 tuiles rapportent chronologiquement les noms des athlètes les plus représentatifs de l'histoire du sport italien. Sur chaque tuile figure le nom du sportif, le sport dans lequel il s'est distingué et le symbole du CONI. L'une de ces tuiles lui est dédiée .